# 帕维尔·科热尼奥夫斯基
帕维尔·科热尼奥夫斯基（Paweł Korzeniowski，1985年7月9日—），出生于波兰小波兰省奥斯威辛，波兰男子游泳运动员。他曾在2005年世界游泳锦标赛上获得男子200米蝶泳金牌。